# Hyles centralasiae
Hyles centralasiae är en fjärilsart som beskrevs av Otto Staudinger 1887. Hyles centralasiae ingår i släktet Hyles och familjen svärmare. Inga underarter finns listade i Catalogue of Life.